# پاریس، فرانسه (فیلم)
«پاریس، فرانسه» (انگلیسی: Paris, France (film)) فیلمی در ژانر درام است که در سال ۱۹۹۳ منتشر شد. از بازیگران آن می‌توان به لسلی هوپ اشاره کرد.